# Lalin He
Il Lalin He (拉林河S; in russo Лалиньхэ?, Lalin'chė) è un affluente destro del Songhua nella Cina nord-orientale. Il fiume scorre nelle province di Heilongjiang e Jilin.

## Descrizione
Il fiume ha origine sul versante occidentale dei monti Zhangguangcailin, scorre verso nord-ovest attraverso la città-contea di Wuchang, e poi gira a ovest, passando a sud di Shuangcheng. Passa il confine tra le province di Heilongjiang e Jilin e sfocia nel Songhua. La lunghezza del fiume è di 448 km. Nel suo alto corso c'è il bacino artificiale di Mopanshan.